# التوأم الصغير
التوأم الصغير مسلسل رسوم متحركة ياباني عرض لأول مره بين عامي 1992-1993. تمت دبلجة المسلسل للعربية.